# Lucas Viatri
Lucas Ezequiel Viatri, né le 29 mars 1987 à Buenos Aires, est un footballeur international argentin évoluant au poste d'attaquant au CA Colón.

## Biographie
Lucas Viatri s'est imposé à Boca Juniors en 2008 en l'absence de Martín Palermo à la pointe de l'attaque.
Il a également évolué en prêt au club équatorien de CS Emelec.
En janvier 2020, Viatri signe au CA Colón.

## Palmarès
Boca Juniors
- Championnat d'Argentine
  - Vainqueur de l'Apertura en 2008 et 2011

- Coupe d'Argentine
  - Vainqueur en 2012

- Recopa Sudamericana
  - Vainqueur en 2008

 CA Peñarol
- Championnat d'Uruguay
  - Vainqueur en 2017 et 2018

- Supercoupe
  - Vainqueur en 2018